# Христо Илиев (волейбол)
Вижте пояснителната страница за други личности с името Христо Илиев.
Христо Илиев е български волейболен треньор, който е водил българския националния отбор по волейбол от април 2000 до 2002 г.
През 2001 г. на Европейското първенство в Острава, Чехия извежда България до 6-о място. Освободен е от поста няколко месеца преди световното първенство в Аржентина през 2002 г. Мястото му заема Асен Гълъбинов, който обаче извежда България само до 13-о място. През 2003 г. Илиев е назначен за главен треньор на индийските национални отбори. През 2004 г. поема „Лукойл Нефтохимик“, а след това работи в Кувейт и Дубай. От септември 2011 г. е наставник на аматьорския „Хайстер Волей ЛТУ“. През 2013 година става треньор на Дунав /Русе/.